# Sidney Altman
Sidney Altman (sinh ngày 7 tháng 5 năm 1939 - mất ngày 5 tháng 4 năm 2022) là nhà Sinh học phân tử người Canada Mỹ đã đoạt giải Nobel Hóa học năm 1989 chung với Thomas Cech cho công trình nghiên cứu của họ về các đặc tính xúc tác của RNA.

## Tiểu sử
Altman sinh tại Montréal, Québec, Canada, là con thứ hai của một gia đình nhập cư nghèo. Mẹ ông làm việc trong một xưởng dệt vải, còn người cha trông nom một tiệm bán hàng tạp hóa, trước khi họ kết hôn.
Sau khi tốt nghiệp trung học, ban đầu ông định vào học ở Đại học McGill ở Montréal, nhưng một loạt sự việc bất ngờ xảy ra đã dẫn ông sang Hoa Kỳ học Vật lý học ở Học viện Công nghệ Massachusetts. Ông đậu bằng cử nhân vật lý ở trường này năm 1960, sau đó sang học 18 tháng vật lý học ở Đại học Columbia, chờ cơ hội được vào phòng thí nghiệm nghiên cứu, nhưng vô vọng. Tám tháng sau khi rời Đại học Columbia ông theo học vật lý trong một khóa mùa hè và làm việc ở Đại học Colorado, nơi ông xin vào học ngành lý sinh học như một sinh viên đã tốt nghiệp. Năm 1967 ông đậu bằng tiến sĩ ngành lý sinh học ở Trung tâm Y học Đại học Colorado.

### Sự nghiệp
Ở phòng thí nghiệm, Altman bắt đầu ông trình nghiên cứu đã dẫn đến việc phát hiện ra RNase P và các đặc tính enzym của tiểu đơn vị RNA của enzym đó. Ông và nhóm nghiên cứu của ông đã khám phá ra là chỉ một mình phân tử RNA là đủ cho hoạt động xúc tác quan sát được, nghĩa là RNA tự nó có các đặc tính xúc tác. Chính phát hiện này đã mang lại cho ông giải Nobel.
Năm 1971 ông làm giáo sư phụ tá ở Đại học Yale và năm 1980 ông trở thành giáo sư. Từ năm 1983 tới 1985 ông làm trưởng phân ban và từ năm 1985, ông làm khoa trưởng của Yale College trong 4 năm. Altman nhập quốc tịch Mỹ năm 1984. nhưng vẫn giữ quốc tịch Canada. Ông được bầu vào Viện Hàn lâm Khoa học và Nghệ thuật Hoa Kỳ năm 1988. Ngày 1.7.1989 ông trở lại làm giáo sư toàn thời gian. Hiện nay ông làm giáo sư môn sinh học phân tử, tế bào, sinh học phát triển và hóa học ở Đại học Yale.

### Qua đời
Ông qua đời vào ngày 5 tháng 4 năm 2022 tại Rockleigh, New Jersey, sau một thời gian dài căn bệnh Ung thư, hưởng thọ 82 tuổi , khoảng 1 tháng không lâu sinh nhật thứ 83 tuổi của ông.

## Giải thưởng
- Giải Nobel Hóa học năm 1989 (chung với Thomas Cech)
- Giải Rosenstiel năm 1989 (chung với Thomas Cech)

## Tác phẩm
- Altman, Sidney (2007), “A view of RNase P.”, Mol Biosyst (xuất bản 1 tháng 9 năm 2007), 3 (9), tr. 604–7, doi:10.1039/b707850c, PMID 17700860
- Altman, S; Baer, M F; Bartkiewicz, M; Gold, H; Guerrier-Takada, C; Kirsebom, LA; Lumelsky, N; Peck, K (1989), “Catalysis by the RNA subunit of RNase P--a minireview.”, Gene (xuất bản 1989 Oct 15), 82 (1), tr. 63–4, doi:10.1016/0378-1119(89)90030-9, PMID 2479591 Kiểm tra giá trị ngày tháng trong: |publication-date= (trợ giúp)